# ゾホル - プラヴェツキー・ミクラーシュ線
ゾホル - プラヴェツキー・ミクラーシュ線（ゾホル - プラヴェツキー・ミクラーシュせん、スロバキア語: Železničná trať Zohor – Plavecký Mikuláš）は、スロバキア国鉄の鉄道線の名称である。路線番号は112。
1911年に開業した。しばらく運行を休止していたが、2017年以降、春・夏の休日のみゾホル - プラヴェツケー・ポドフラヂェ間で運行を再開する予定である。

## 運行形態[2]
- ザーホラーチク号：　ブラチスラヴァ - ゾホル - プラヴェツケー・ポドフラヂェ　【夏季の土曜・休日運行】
季節限定で、一日3往復、4時間間隔での運行。ゾホル以南は110号線に直通する。
2017年以前は、一日2往復の運行で、ゾホル以南は113号線のザーホルスカー・ヴェスに直通していた。2018,19年度は一日3往復に増発され、2020年に現在のブラチスラヴァ直通に変更された。

## 駅一覧
以下では、スロバキア国鉄112号線の駅と営業キロ、停車列車、接続路線などを一覧表で示す。なお、全て各駅停車である。
| 路線名 | 駅名                                     | 駅間営業キロ | 累計営業キロ | 接続路線                                    | 所在地           | 所在地     |
| ------ | ---------------------------------------- | ------------ | ------------ | ------------------------------------------- | ---------------- | ---------- |
| 112    | ゾホル駅                                 | -            | 0.0          | 110号線（ブラチスラヴァ方面、クーティ方面） | ブラチスラヴァ県 | マラツキ郡 |
| 112    | ロゾルノ駅                               | 5.1          | 5.1          |                                             | ブラチスラヴァ県 | マラツキ郡 |
| 112    | ヤブロノヴェー駅                         | 4.1          | 9.2          |                                             | ブラチスラヴァ県 | マラツキ郡 |
| 112    | ペルネク・プリ・ゾホレ駅                 | 1.0          | 10.2         |                                             | ブラチスラヴァ県 | マラツキ郡 |
| 112    | クヒニャ駅                               | 7.0          | 17.2         |                                             | ブラチスラヴァ県 | マラツキ郡 |
| 112    | ロホジニーク駅                           | 5.6          | 22.8         |                                             | ブラチスラヴァ県 | マラツキ郡 |
| 112    | ソロシニツァ駅                           | 5.0          | 27.8         |                                             | ブラチスラヴァ県 | マラツキ郡 |
| 112    | プラヴェツケー・ポドフラヂェ駅           | 2.2          | 30.0         |                                             | ブラチスラヴァ県 | マラツキ郡 |
| 112    | プラヴェツキー・ミクラーシュ駅（休止中） | 5.0          | 35.0         |                                             | ブラチスラヴァ県 | マラツキ郡 |